# Alexander Mesa Travieso
Alexander Mesa Travieso (San Cristóbal de La Laguna, 5 februari 1995) – bekend als Nano – is een Spaans voetballer die bij voorkeur als aanvaller speelt. Hij verruilde SD Eibar in augustus 2020 voor Cádiz CF, dat hem het seizoen ervoor al huurde.

## Clubcarrière
Nano speelde in de jeugd bij Coromoto, Padre Anchieta, Reale Juventud Laguna en CD Tenerife. In januari 2014 maakte hij zijn opwachting in de Segunda División. In zijn debuutseizoen kwam de aanvaller tot een totaal van tien competitieduels. Tijdens het seizoen 2014/15 werd hij verhuurd aan CE L'Hospitalet, waar hij drie doelpunten maakte in 22 duels in de Segunda División B, het derde niveau in Spanje. Het seizoen erop keerde Nano terug bij Tenerife en maakte hij veertien treffers in 35 competitieduels. In 2016 tekende hij een vijfjarig contract bij SD Eibar, dat 3,2 miljoen euro betaalde voor de aanvaller.